# Lanciana
Lanciana är ett släkte av insekter. Lanciana ingår i familjen vårtbitare.
Kladogram enligt Catalogue of Life:
| Lanciana | \| \| Lanciana albidicornis \| \| \| \| \| \| Lanciana hesperpotana \| \| \| \| \| \| Lanciana montana \| \| \| \| \| \| Lanciana occidentalis \| \| \| \| \| \| Lanciana semialata \| \| \| \| |
|          | \| \| Lanciana albidicornis \| \| \| \| \| \| Lanciana hesperpotana \| \| \| \| \| \| Lanciana montana \| \| \| \| \| \| Lanciana occidentalis \| \| \| \| \| \| Lanciana semialata \| \| \| \| |
|          | Lanciana albidicornis |
|          | |
|          | Lanciana hesperpotana |
|          | |
|          | Lanciana montana |
|          | |
|          | Lanciana occidentalis |
|          | |
|          | Lanciana semialata |
|          | |